# Pietro Spada
Pietro Spada (Roma, 29 de julio de 1935-31 de diciembre de 2022) fue un pianista y musicólogo italiano. Fue particularmente apreciado por su técnica magistral, sus interpretaciones vívidas de obras de compositores poco conocidos y por sus registros de la música de piano de John Field.

## Biografía
Pietro Spada fue el segundo de los tres hijos de Maria Teresa Fodale y Massimo Spada. A pesar de no haber nacido en una dinastía musical —sus padres eran abogados- su casa era frecuentada por muchos músicos bien conocidos de su tiempo, que incluyen a la violinista Gioconda de Vito y a los tenores Giacomo Lauri-Volpi y Tito Schipa. Su bisabuelo, Jacopo Ferretti, escribió el libreto para La Cenerentola de Rossini y colaboró como libretista con otros compositores como su amigo Donizetti, Pacini y Mercadante.
Spada empezó sus estudios de piano a la edad de 12 años bajo Vito Carnevali. Después ingresó en el Conservatorio Santa Cecilia en Roma para estudiar bajo Tito Aprea, completando su diploma de piano con los honores más altos en 1956. Posteriormente recibió consejos pero no lecciones formales del pianista y director Carlo Zecchi, quién se convirtió en uno de sus amigos más cercanos. Además recibió lecciones frecuentes de Arturo Benedetti Michelangeli. Spada siguió cursos de composición con Vincenzo di Donato, Carlo Pinelli y Andrea Mascagni, completando sus estudios en el Conservatorio de Milán con Giorgio Federico Ghedini.

## Carrera
Ha actuado ampliamente en muchos países incluyendo Japón, Alemania, América del norte y del sur, Rusia, Inglaterra y haciendo giras con la Orquesta Hallé bajo John Barbirolli.  Spada actuó bajo varios directores eminentes que incluyen a Charles Bruch, Dean Dixon, Antal Doráti, Arthur Fiedler, Anatole Fistoulari, Jascha Horenstein, Peter Maag, John Pritchard, Thomas Sanderling, Ferruccio Scaglia, Lovro von Matačić, Francesco d'Avalos y muchos otros.
Spada fue nombrado Profesor Invitado de piano en la Universidad Estatal de Florida en agosto de 1966. El año siguiente de la facultad de piano del Conservatorio Universitario de Música de Cincinnati y más tarde de la Universidad de Indiana en Bloomington, Indiana. Decidió regresar a Italia en 1970. Más tarde enseñó en el Conservatorio de Turín, el de Roma y en Nápoles, en el histórico Conservatorio de San Pietro en Majella. Allí permaneció el periodo más largo como profesor de piano, investigando en una de las colecciones de manuscritos autógrafos más importantes del mundo, antes de decidir dejar la enseñanza.
Desde las facetas de investigador, intérprete y profesor Spada ha manifestado que «la música ha sido la más humana y comunicativa iluminación de mi vida.

## Investigaciones
Durante su residencia en los Estados Unidos recibió una subvención para hacer investigación sobre Muzio Clementi, produciendo una edición definitiva de sus Sinfonías. Continuando en sus investigaciones, publica y graba muchas composiciones de teclado inéditas de Paisiello, Donizetti, Campo y otros.  Spada, junto con Massimo Boccaccini, fundaron Boccacini & Spada Editori a través de la qué han editado un volumen enorme hasta la fecha de composiciones inéditas de grandes compositores clásicos. Como hecho curioso Spada ha desvelado la versión para piano que orquestó Clementi del Concierto para violín de Beethoven con su consentimiento, que demuestra el entendimiento y la amistad entre los dos compositores.
Directores y solistas prominentes han presentado muchas de las ediciones de Spada incluyendo a Abbado, Chailly, Ferro,  Gavazzeni, Gazzelloni, Muti, Pavarotti, Rampal y Schippers. Spada agradece especialmente a Riccardo Muti su contribución a la difusión de las obras de Luigi Cherubini.

## Grabaciones
Spada grabó por primera vez en 1960 y continúa haciéndolo, habiendo producido una gran cantidad de repertorio en CD. Es un artista de Steinway.
Ha publicado las Sonatas para piano de Clementi en 19 CD, las Obras Completas de John Field (6 CD), la Música de Cámara Completa de Donizetti, los Conciertos Completos de Paisiello, y las obras para piano completas de Sgambati. No actuó en público durante 15 años pero continuó grabando CD, (2 W.A. Mozart, 1 L.v. Beethoven, 4 Robert Schumann,1 Johannes Brahms,1 Frédéric Chopin, 1 Franz Liszt, 1 Felix Mendelssohn, 1 Recital Italiano con varias obras desconocidas, y la "Historia de la Polonesa" en 4 CD).

## Familia
Spada se casó en 1967 y tuvo un hijo, Marcantonio, nacido en Roma en 1970. 